# Wahl zur Verfassunggebenden Versammlung in Venezuela 2017
Am 1. Mai kündigte der venezolanische Präsident Nicolás Maduro an, für den 30. Juli 2017 eine Verfassunggebende Versammlung (Asamblea Nacional Constituyente (ANC)) einzuberufen. Der Hintergrund waren Proteste der Bevölkerung im Rahmen der Proteste in Venezuela, insbesondere die Proteste für die Eröffnung eines humanitären Kanals und gegen die Entmachtung des Parlaments.

## Verfassungswidrigkeit der Einberufung
Der Artikel 347 der venezolanischen Verfassung gibt ausschließlich dem venezolanischen Volk das Recht, die Verfassunggebenden Versammlung einzuberufen. Der Artikel 348 gibt dem Präsidenten ein Initiativrecht zur Einberufung. Um nicht in Widerspruch zum Artikel 347 zu kommen, muss strikt zwischen „Einberufung“ und „Initiativrecht zur Einberufung“ unterschieden werden. Ähnlich wie der deutsche Bundesrat mit seinem Initiativrecht in Deutschland dem Bundestag Gesetzesvorschläge unterbreiten kann (Artikel 76 Abs. 1 GG), kann der venezolanische Präsident nach Artikel 348 dem venezolanischen Volk einen Vorschlag für eine Verfassunggebende Versammlung unterbreiten. Wie der Bundestag muss daher auch das venezolanische Volk den Vorschlag ablehnen können. Maduro hat hingegen einen konkreten Vorschlag der Einberufung selber umgesetzt, es gab dann Wahlen, in denen unter den Bedingungen von Maduro, verschiedene Kandidaten von Maduro ausgesucht werden konnten. Das venezolanische Volk kam gar nicht dazu, die Verfassunggebende Versammlung einzuberufen. Das ist, als ob der Bundesrat, am Bundestag vorbei, mit seinem Initiativrecht einen Gesetzentwurf, selber beschließen würde, und den Bundestag lediglich einige Details dazu bestimmen lassen würde. Im Folgenden werden diese beiden Artikel der venezolanischen Verfassung aufgeführt.

„Das Volk Venezuelas ist der Träger der originären verfassungsgebenden Gewalt. In Ausübung dieser Gewalt kann es eine Verfassungsgebende Nationalversammlung mit dem Ziel einberufen, den Staat umzugestalten, eine neue Rechtsordnung zu schaffen und eine neue Verfassung zu entwerfen.“

„Die Initiative zur Einberufung der Verfassungsgebenden Nationalversammlung kann ergriffen werden vom Präsidenten oder der Präsidentin der Republik mit dem Ministerrat, von der Nationalversammlung durch einen mit der Mehrheit von zwei Dritteln ihrer Mitglieder verabschiedeten Beschluss, den versammelten Gemeinderäten mit den Stimmen von zwei Dritteln ihrer Mitglieder; oder von fünfzehn Prozent der im Personenstands- und Wahlregister eingetragenen Wähler und Wählerinnen.“

Der Vorschlag des Präsidenten war teilweise „kommunal“ und „sektorial“. D. h., einige Plätze waren Vertretern von „Kommunen“ und „Sektoren“ reserviert. Was genau eine Kommune und ein Sektor („Sektor der Fischer“, „Sektor der Arbeiter“) sind, hat die PSUV (Sozialistische Einheitspartei Venezuelas) allein entschieden, ohne die Gewerkschaften, z. B.). Dieser nicht universale und nicht proportionale Ansatz widerspricht dem Artikel 63 der venezolanischen Verfassung. Der venezolanische Wähler, der Träger der originären verfassungsgebenden Gewalt wurde dazu nicht gefragt. D. h. selbst mit einer Mehrheit der Wähler hätte die Opposition keine Mehrheit in der Verfassunggebenden Versammlung gehabt, da ihre meisten Kandidaten nicht in der PSUV waren. Unter den von Maduro beschlossenen Bedingungen war garantiert, dass 364 der 540 Kandidaten pro Gemeinde aufgestellt wurden, unabhängig von der Anzahl der Mitglieder der Gemeinde. Somit wurde die Mehrheit der Opposition relativiert, da bevölkerungsreiche Gegenden, in denen die Opposition die Mehrheit hat, trotzdem nur einen Kandidaten aufstellen durften. Die fehlenden 176 Kandidaten sollten in aus Gesellschaftssektoren kommen, d. h. Regierungsorganisationen von Studenten, oder aus Regierungsgewerkschaften etc. Aus diesen Sektoren war die Opposition praktisch ausgeschlossen. Unter diesen Bedingungen hätte die Opposition selbst mit einer Mehrheit von 80 % in der Gesamtbevölkerung nicht die Mehrheit in der Verfassunggebenden Versammlung erreichen können.

## Die Einberufung
Die Wahl am 30. Juli 2017 wurde von heftigen Ausschreitungen begleitet. Die Justizbehörden gaben an, dass mindestens acht Menschen getötet wurden, während die Opposition von 15 Todesopfern ausging. Die Chefin der Nationalen Wahlkommission, Tibisay Lucena, gab an, dass acht Millionen Venezolaner ihre Stimme abgegeben hätten (41,5 Prozent Wahlbeteiligung). Insgesamt hätten sich ca. 50.000 Menschen um einen Sitz in der Verfassunggebenden Versammlung beworben, von denen 6100 Kandidaturen für gültig erklärt wurden. Die Kriterien für die Zulassung zur Wahl waren von Maduro aufgestellt worden, der die Wahl als „Erfolg“ wertete. Die Wahl wurde von den USA als „rechtswidrig“ angesehen, und es wurden kurz darauf Finanzsanktionen gegen den Präsidenten beschlossen, nicht aber Sanktionen, die Venezuelas Ölsektor betreffen. Auch Deutschland und die Europäische Union kritisierten die Wahl, während sich Kuba, Bolivien und Nicaragua hinter Maduro stellten. Wegen des Verdachts auf millionenfachen Wahlbetrug leitete die Generalstaatsanwältin Luisa Ortega Díaz Ermittlungen gegen die Regierung und die Wahlbehörde ein. Sie gilt als eines der Gesichter der Proteste und hatte auch Maduros Pläne für eine verfassunggebende Versammlung kritisiert. Die für die Wahlcomputer zuständige Firma Smartmatic hatte berichtet, dass die Differenz zwischen den tatsächlich abgegebenen Stimmen und der offiziellen Wahlbeteiligung bei „mindestens eine Million“ liege.

## Konsequenzen
Am 18. August 2017 wurde das von der Opposition dominierte Parlament offiziell entmachtet. Die regierungstreue Verfassunggebende Versammlung nahm ein Dekret an, mit dem das Gremium die Aufgaben des Parlaments übernimmt. Damit verfügt das Parlament über keine Entscheidungsgewalt mehr. Gleichzeitig wurden Ermittlungen gegen Julio Borges und Freddy Guevara, Präsident und Vizepräsident des Parlaments, eingeleitet. Ihnen wird vorgeworfen, Widerstand gegen Staatschef Maduro geleistet zu haben. Zuvor hatte die Kongressführung sich geweigert, der Verfassunggebenden Versammlung die Gefolgschaft zu schwören.
Anfang September 2017 wurde der Präsident des venezolanischen Parlaments, Julio Borges, von mehreren europäischen Regierungschefs (Mariano Rajoy, Emmanuel Macron, Angela Merkel und Theresa May) empfangen, diese sprachen ihm Unterstützung bei der friedlichen Wiederherstellung der Verfassungsmäßigkeit zu.